# Teor
Teor is een gemeente in de Italiaanse provincie Udine (regio Friuli-Venezia Giulia) en telt 2020 inwoners (31-12-2004). De oppervlakte bedraagt 16,9 km², de bevolkingsdichtheid is 125 inwoners per km².

## Demografie
Teor telt ongeveer 773 huishoudens. Het aantal inwoners steeg in de periode 1991-2001 met 2,1% volgens cijfers uit de tienjaarlijkse volkstellingen van ISTAT.
| Jaar | Inwoneraantal |
| ---- | ------------- |
| 1991 | 1954          |
| 2001 | 1996          |

## Geografie
De gemeente ligt op ongeveer 12 m boven zeeniveau.
Teor grenst aan de volgende gemeenten: Palazzolo dello Stella, Pocenia, Rivignano, Ronchis.

## Geboren
- Fulvio Collovati (1957), Italiaans voetballer